# シャルンホルスト級装甲巡洋艦
| シャルンホルスト級装甲巡洋艦 | シャルンホルスト級装甲巡洋艦 |
| ---------------------------- | --- |
|                              | |
| 艦級概観                     | |
| 艦種                         | 装甲巡洋艦（大型巡洋艦） |
| 艦名                         | 人名 |
| 前級                         | ローン級 |
| 次級                         | ブリュッヒャー |
| 性能諸元                     | |
| 排水量                       | 常備: 11,616t 満載: 12,985t |
| 全長                         | 144.6m 143.8m（水線長） |
| 全幅                         | 21.6m |
| 吃水                         | 7.96～8.37m |
| 機関                         | 海軍型石炭専焼水管缶18基 ＋直立型3段膨張式3気筒レシプロ機関2基2軸推進 |
| 最大出力                     | シャルンホルスト：28,783hp グナイゼナウ：30,396hp |
| 最大速力                     | シャルンホルスト：23.5ノット グナイゼナウ：23.6ノット |
| 航続距離                     | 12ノット/5,120海里 |
| 燃料                         | 石炭：800トン（計画） 2,000トン（満載） |
| 乗員                         | 764名 |
| 兵装                         | 21cm（40口径）連装速射砲 2基 同単装速射砲 4基 15cm（40口径）単装速射砲 6基 8.8cm（35口径）単装速射砲 18基 3.7cm速射砲 4基 45cm水中魚雷発射管 4門 |
| 装甲                         | 舷側：80～150mm（水線部）、50mm（艦首尾部） ボックスシタデル：100mm（側壁） 甲板：41～60mm（平坦部） 主砲塔：170mm（前盾）、30mm（天蓋） 副砲：100mm（側盾） 副砲ケースメイト：170mm バーベット部：170mm 前部司令塔：150mm（側盾）、30mm（天蓋） 後部司令塔：50mm（側盾）、20mm（天蓋） |

シャルンホルスト級装甲巡洋艦（ シャルンホルストきゅう そうこうじゅんようかん、Große Kreuzer der Scharnhorst-Klasse）はドイツ帝国海軍が建造した装甲巡洋艦の艦級でドイツ海軍では大型巡洋艦に類別していた。同型艦は2隻である。

## 艦形

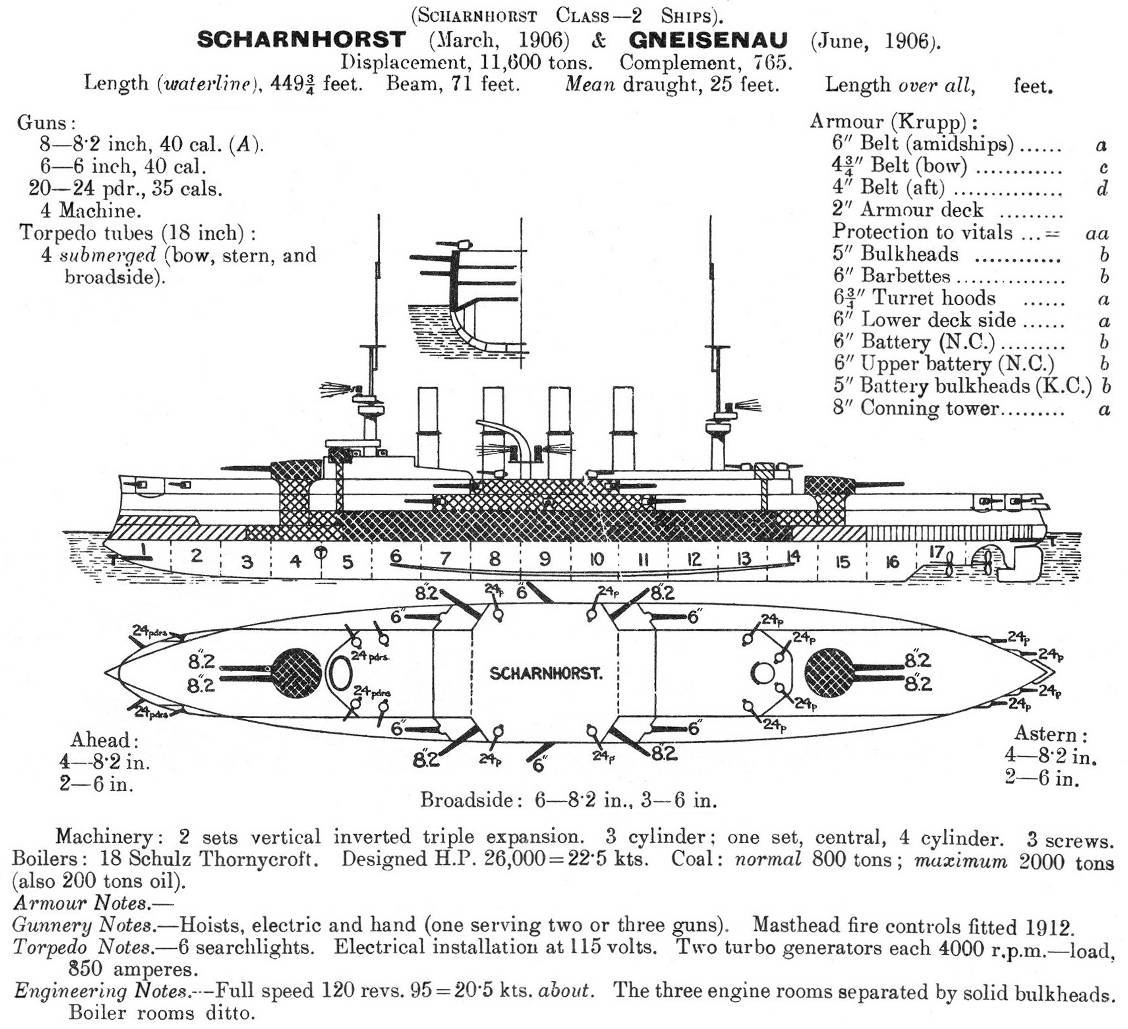
本級の武装・装甲配置を示した図。

本艦の船体形状は長船首楼型船体を採用している。艦首水面下に衝角（ラム）を持つ艦首から前部甲板上に「21cm（40口径）速射砲」を連装式の主砲塔に収めて1基を配置、艦橋構造は司令塔を下部に組み込んだ船橋を両側に持つ箱型とし、その上部にミリタリー・マストが立つ。その背後に等間隔に4本煙突が立ち、煙突の周囲は艦載艇置き場となっており、2番・3番煙突の間に片舷1基ずつ計2基が配置されたグース･ネック（鴨の首）型クレーンにより運用された。
上部構造物の側面には舷側甲板上に21cm単装砲がケースメイト（砲郭）配置で片舷2基ずつ計4基を配置した。上部構造物の最厚部に後部ミリタリー・マストが立ち、甲板一段分下がって後部甲板上に後向きに21ｃｍ主砲塔1基が配置。
副砲の15cm単装砲は舷側ケースメイト配置で断片防御程度の装甲盾を付けられて単装砲架で片舷に3基ずつ計6基が配置された。この武装配置により前後方向に21cm砲4門・15cm砲2門、左右方向に21cm砲6門・15cm砲3門を向けることが出来た。

## 主砲、その他備砲等

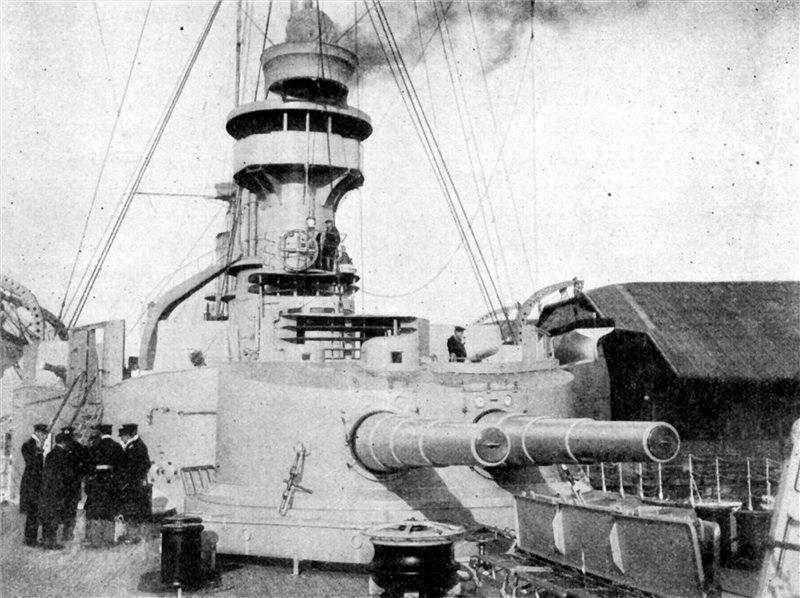
本級の主砲塔。

本艦の主砲は前級に引き続き「1898年型 SK L/40 21cm（40口径）速射砲」を採用している。砲身の俯角・仰角の性能は砲塔形式とケースメイト配置で異なり、砲塔形式の最大仰角は最大30度から－5度まで砲身を上下でき、重量108.0kgの徹甲弾を仰角30度で最大射程16,300mまで届かせることができた。旋回角度は首尾線方向を0度として左右共に150度に旋回できた。一方、ケースメイト配置形式の性能は、室内配置のため最大仰角は砲塔形式の2/3の16度程度で21度の範囲で上下できた。そのため、射程も砲塔と異なり、仰角16度で最大射程12,400mと劣っていた。旋回角度は150度であった。発射間隔は砲塔・ケースメイト形式で双方共に毎分4～5発であった。
副武装として「1898年型 SK L/40 15cm（40口径）速射砲」を採用した。その性能は45.3kgの砲弾を仰角20度で13,700mまで届かせることができた。砲身は仰角20度から-5度の範囲で上下でき、150度の旋回角度を持っていた。発射速度は毎分4～5発である。この砲を単装砲架で舷側ケースメイト配置で片舷3基ずつの計6基を配置した。
他に対水雷艇用に「8.8cm（35口径）速射砲」を単装砲架で18基、3.7cm単装速射砲4基を、45cm水中魚雷発射管を単装で4基を各所に配置していた。

## 機関
ボイラーは海軍型石炭専焼水管缶18基でボイラー室は艦首方向から5部屋に分かれており、ボイラーを前から4基・4基・4基・4基・2基の順に配置され、4本煙突のうち1～3番煙突はボイラー4基に断面が楕円形の煙突1本が割り当てられたが、最後部の煙突はボイラー6基を担当するために断面は真円形の太いものとなっていた。これに直立型3段膨張式3気筒レシプロ機関と組み合わせて機関出力28,783馬力、速力23.5ノットを達成したが、2番艦グナイゼナウはやや出力が向上し機関出力30,396馬力で最大速力23.6ノットを発揮した。燃料は石炭で、満載2,000トンで12ノットで5,120海里の航続性能を得た。

## 艦歴
1907年10月24日に「シャルンホルスト」が、1908年3月6日に「グナイゼナウ」が竣工した。「シャルンホルスト」は1909年に、「グナイゼナウ」は1910年に東アジア艦隊所属となった。第一次世界大戦の開戦で南米経由でドイツへ向かう途中1914年11月1日のコロネル沖海戦ではイギリス艦隊を撃破したが、12月18日にフォークランド沖海戦でイギリスの巡洋戦艦と交戦し両艦とも撃沈された。

## 参考図書
- 「世界の艦船増刊　ドイツ巡洋艦史」（海人社）